# Бакалець Володимир Васильович
Володимир Васильович Бакалець (нар. 1919, село Ралівка, Польща, тепер Самбірського району Львівської області — ?) — український радянський діяч, старший машиніст електростанції Самбірського залізничного вузла Дрогобицької області. Депутат Верховної Ради УРСР 2-го скликання.

## Життєпис
Народився в родині селянина, рано втратив батька. Закінчив сім класів школи. Почав працювати робітником підстанції Самбірського залізничного вузла. Здобув спеціальність слюсаря, працював на залізничній електростанції.
Після німецько-радянської війни брав активну участь у відбудові залізничної електростанції. У листопаді 1944 року очолювана ним бригада слюсарів відремонтувала дизель і дала електрострум для залізничної станції та міста Самбора.
З 1945 року працював старшим машиністом електростанції Самбірського залізничного вузла Дрогобицької області. Використовував нові методи праці і перевиконував виробничий план.